# Silla

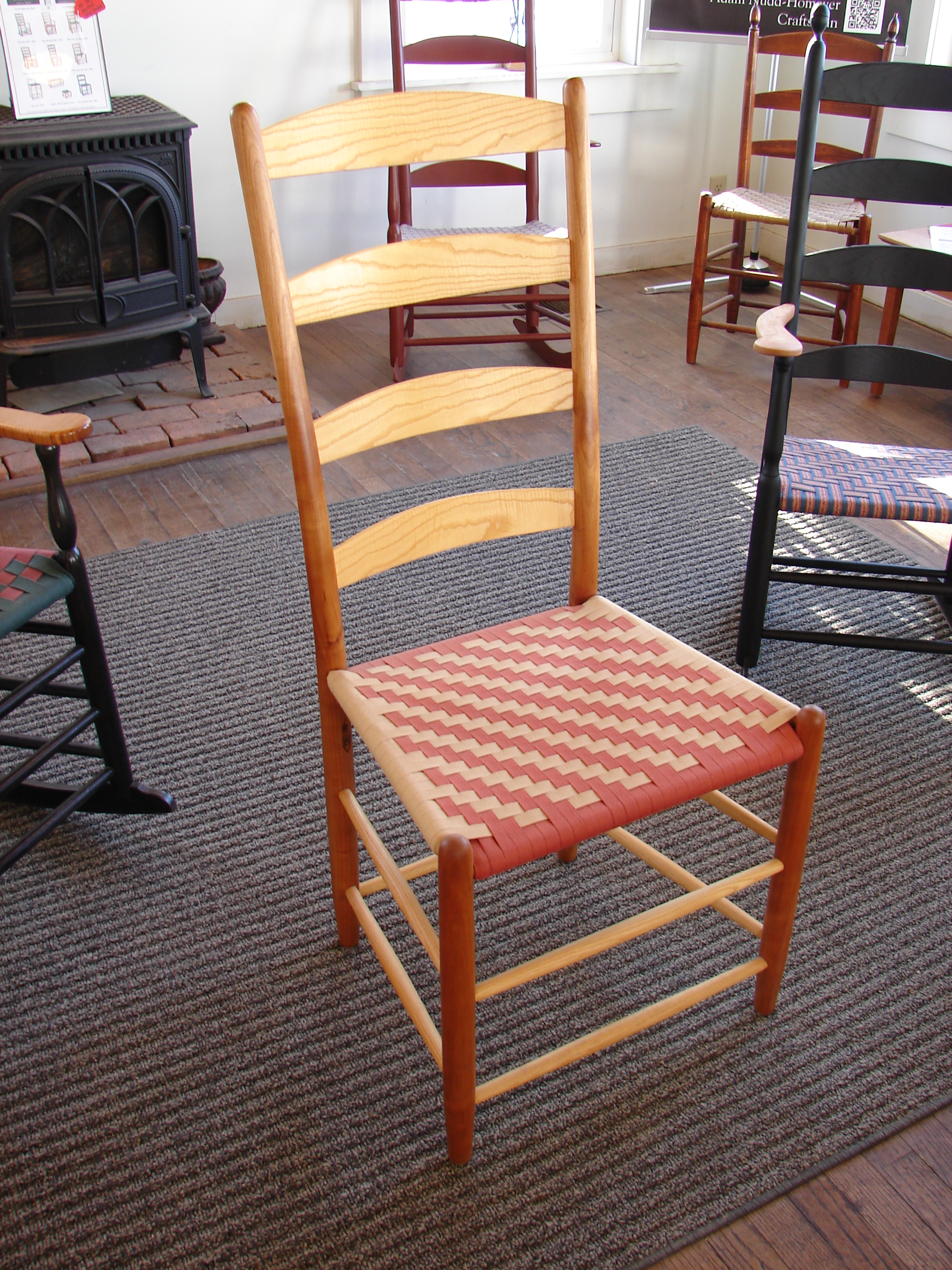
Cuatro sillas de diferentes colores.

La silla (del latín sella) es un mueble que suele tener un respaldo, generalmente cuenta con dos, cuatro o cinco apoyos y su finalidad es la de servir de asiento a una persona. Las sillas pueden estar elaboradas con diferentes materiales: madera, hierro, forja, plástico o una combinación de ellos para garantizar su dureza.
Según su diseño, las sillas pueden ser clásicas, rústicas, modernas, de oficina, etc. Las que son anchas, con respaldo algo alto, con brazos y balancín se denominan sillones. Las que también cuentan con brazos pero son estrechas se denominan butacas, como las de comedor o de teatro. Las que son muy cómodas, con brazos y respaldo bajo se denominan poltronas o sofá.

## Historia

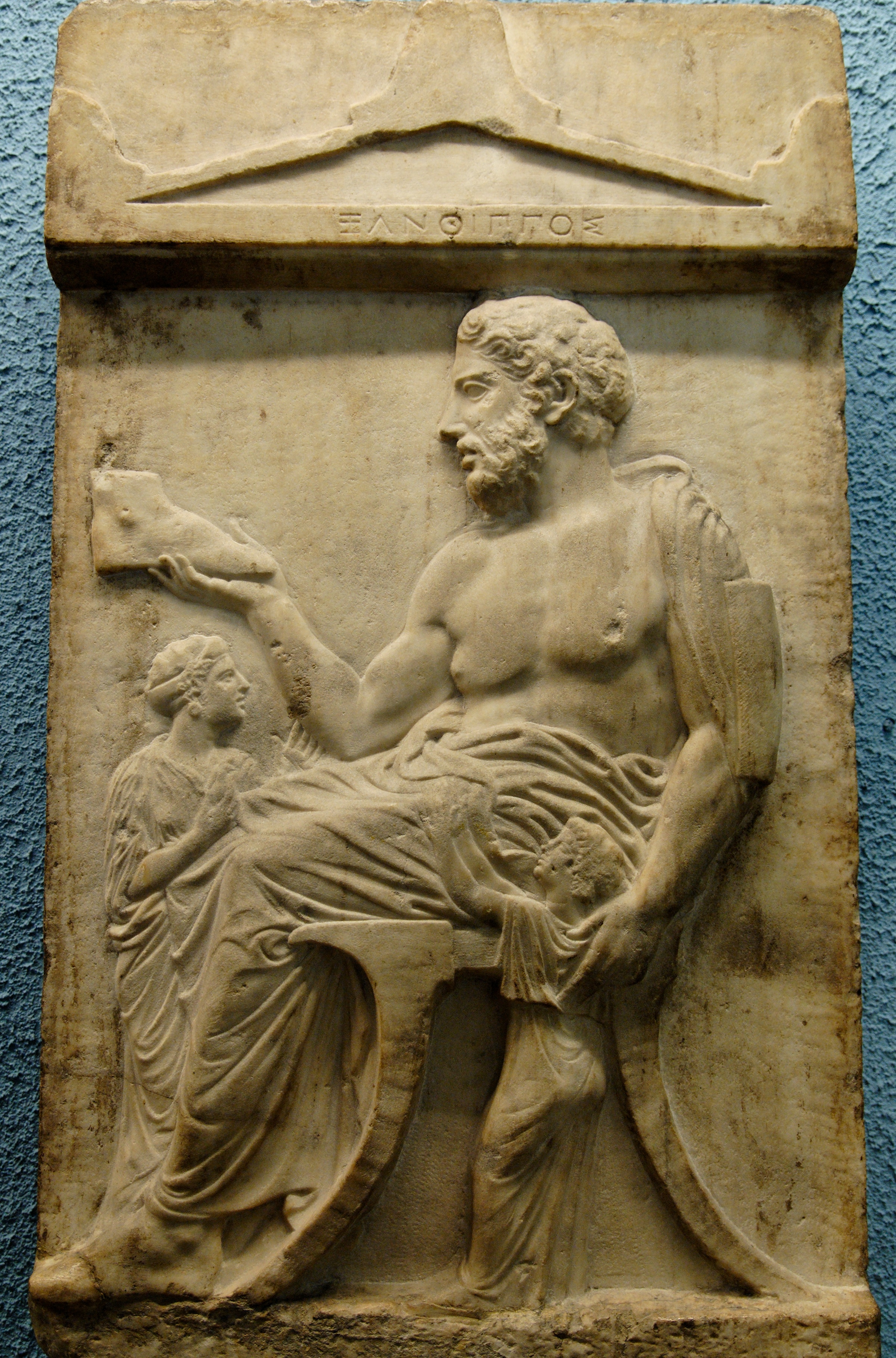
Klismós en una estela funeraria griega, c. 430-420 a. C., Atenas.

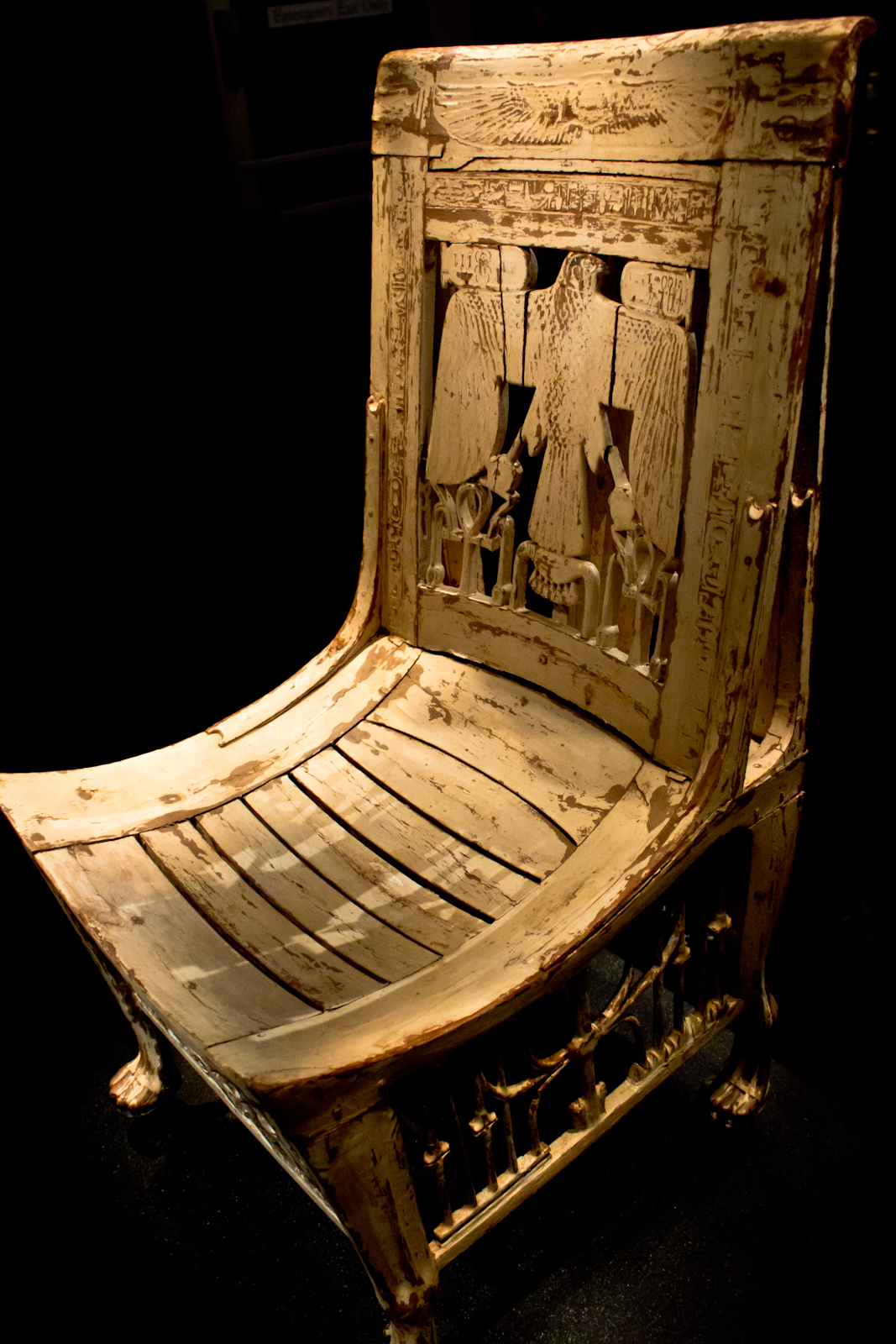
Silla perteneciente al faraón egipcio Tutankamón.

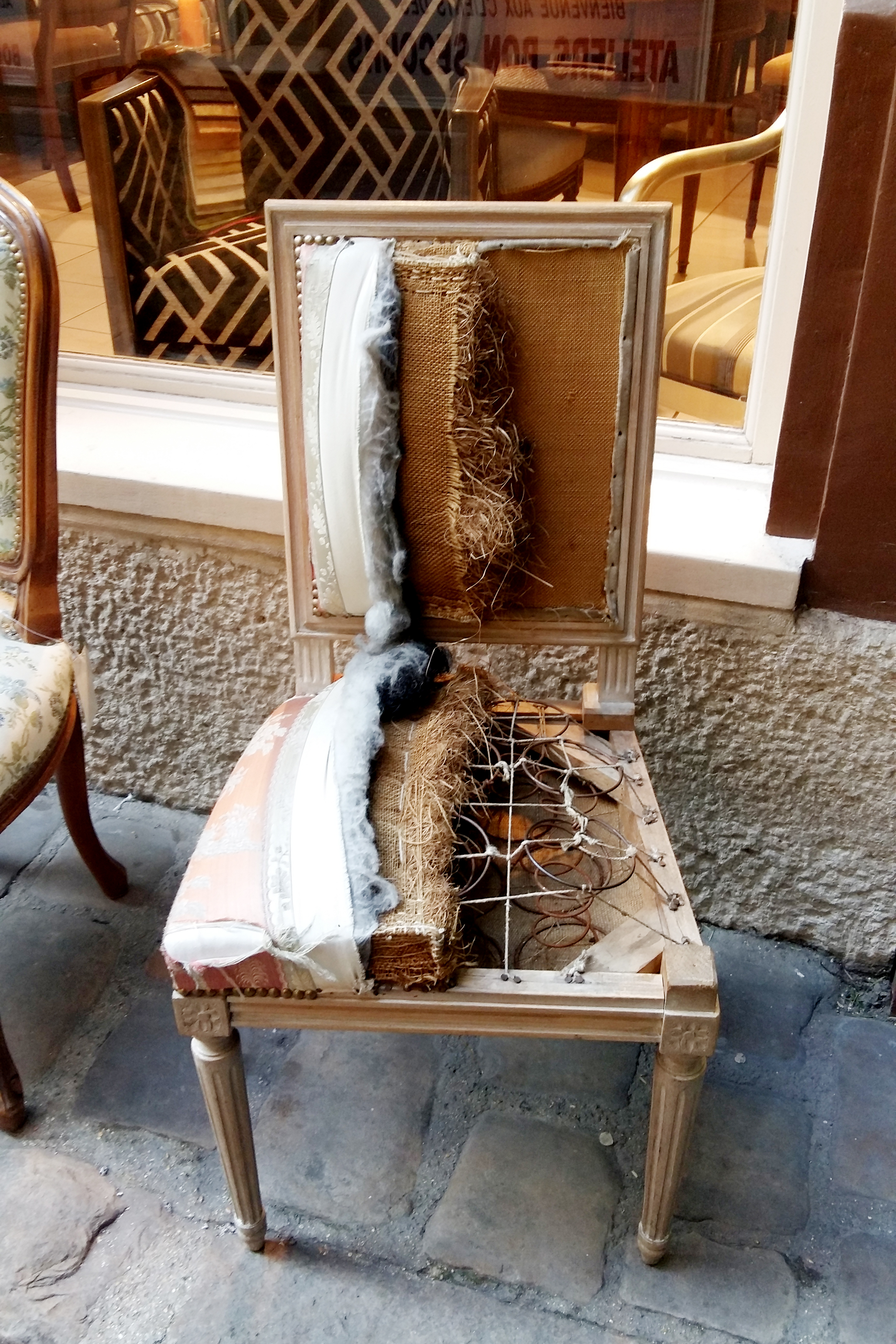
Silla artesanal de estilo francés cortada, lo cual permite ver su interior.

Las representaciones más antiguas de las sillas se encuentran en el arte antiguo egipcio, de Oriente Próximo y en el arte griego clásico. En el siglo VI a. C., los griegos inventaron el Klismos, una silla de patas y respaldo curvos. Estas sillas son omnipresentes en el arte griego de aquella época, en el cual sirven de asiento a todo tipo de personajes.
A principios de la primera dinastía egipcia (aprox. 3185 a 2925 a. C.), la carpintería se desarrolló rápidamente, probablemente gracias a la proliferación de herramientas de cobre. Las viviendas más adineradas comenzaron a ser equipadas de camas, cofres, sillas y taburetes, a veces ornamentadas con elementos de cobre o de marfil. Las patas de los muebles solían estar talladas en forma de patas de animales domésticos. Las viviendas más humildes no poseían ninguna silla, o sólo para la persona más importante de la familia, mientras que las familias moderadamente ricas poseían sillas pintadas como las de gente adinerada, pero de calidad mucho menor.
En la Roma antigua, los cónsules y personalidades importantes disponían de una silla curul, que estaba reservada para ellos y que hacían transportar con ellos en sus viajes. Se trataba de un asiento sin respaldo, en marfil o de marfil incrustado, bastante alto, con las patas curvadas y cruzadas en forma de X.
En China, según el sinólogo Donald Holtzman, la silla fue introducida a principios de la era cristiana, alrededor del año 175 d. C. El emperador Ling, aficionado a los objetos de procedencia occidental, fue el que inició la moda. Estas sillas eran utilizadas fuera de la casa sin más ceremonia, durante siglos. Se trataba de sillas plegables, el único verdadero asiento utilizado por los chinos (además de los divanes y taburetes) hasta el desarrollo de las sillas de estructura fija entre 750 y 960.
Durante la Edad Media en Europa la gente humilde seguía poseyendo muy pocas sillas, que resultaban demasiado caras para ellos. Es por ello que solían emplear los bancos y taburetes como asiento, o muchos otros objetos domésticos, como los arcones. Durante el Renacimiento, la silla empieza a usarse en las casas más adineradas, pero no fue hasta el siglo XVIII que se convirtió en un mueble popular en Europa. A finales de los años 1880, las sillas se volvieron corrientes en los hogares de los Estados Unidos, en las cuales cada miembro de la familia poseía una silla para sentarse a cenar.  
En los años 1940, debido a la Guerra del Pacífico, se produjo una escasez de caucho natural (que era importado de las Indias neerlandesas y de Malasia) en Europa y en Estados Unidos. Los fabricantes de muebles comienzan entonces a emplear materiales flexibles, como el nailon, el cuero artificial y otros tipos de plásticos (ABS, poliéster, polipropileno, etc.), que se generalizan para la fabricación de sillas. Este cambio de materia prima, destinada al principio a responder a la demanda creciente en muebles debido al aumento de población, permitió la producción de sillas de plástico industrial de una gran variedad de formas, texturas y colores.
En 1948, en la exposición Low Cost Furniture Design en el MoMA de Nueva York, el prototipo de la primera silla moldeada en plástico en una sola pieza fue presentada por Edgar Kaufman Jr., Robert Lewis y James Prestini.
En 1973, la crisis del petróleo y el aumento consecuente del precio del crudo marcan el declive del diseño de sillas por los grandes diseñadores. Sin embargo, los muebles de plástico barato se volvieron muy populares.

## Tipos de sillas

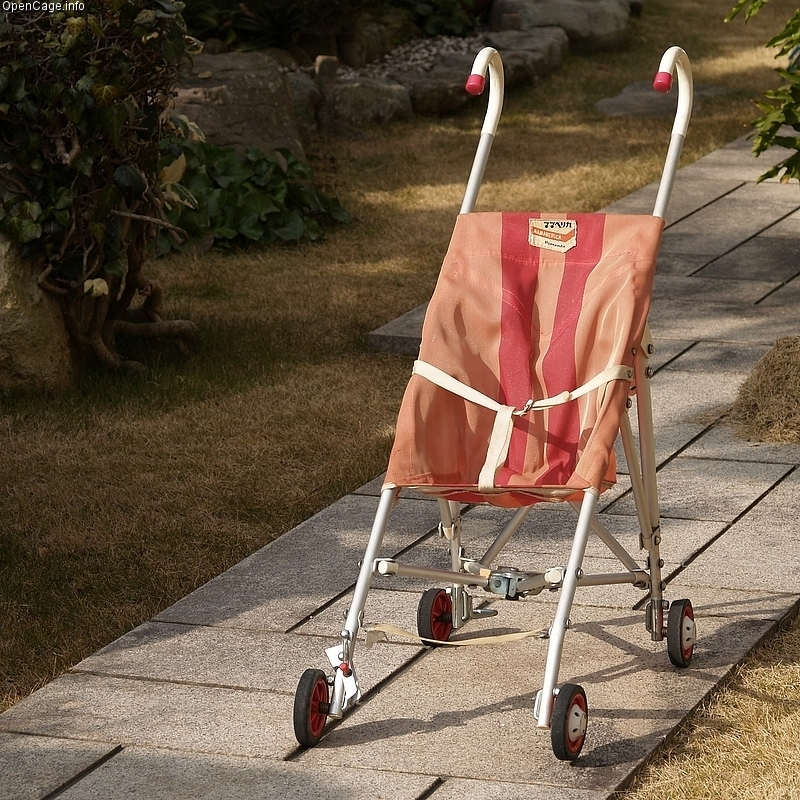
Sillita de niño.

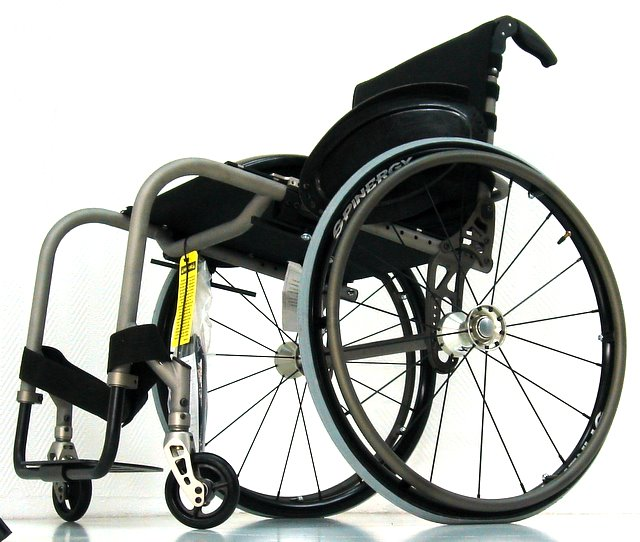
Silla de ruedas

- Silla de niño. Silla con ruedas para transportar el infante sentado en ella, que suele tener las siguientes características:
  - Respaldo regulable.
  - Cuenta con una bandeja inferior para llevar diferentes objetos (chupete, biberón, ropa de niño, etc.)
  - Suele ser plegable, operación que se realiza con facilidad para introducirla en el vehículo o guardarla.
  - Algunos modelos tienen freno de pie para inmovilizarla.
  - Algunos modelos incorporan capota regulable para proteger al niño del sol, la lluvia, el viento o el frío.
  - Se les puede poner una funda acolchada en la que el niño introduce los pies.
  - Se les puede añadir un impermeable ajustable para proteger al infante de la lluvia.
- Silla de coche. Silla para transportar niños dentro de los coches. Tienen que estar normalizadas según la legislación de cada país. Se fijan por medio del cinturón de seguridad y pueden disponerse de frente o de espalda a la marcha según el modelo y la edad del bebé.
- Silla de la reina. Asiento improvisado que se forma entrelazando los brazos de dos personas y que se usa en determinados juegos infantiles.
- Silla plegable. Silla generalmente de madera que se pliega ocupando muy poco espacio. Se utiliza para ocasiones especiales como celebraciones, ferias, eventos deportivos, desfiles, etc.
- Silla de tijera. Silla plegable con asiento y respaldo de tela y patas en aspa.
- Silla de pala. Silla con un solo brazo en el que hay una superficie horizontal a modo de apoyo para escribir. Se suelen utilizar mucho en academias de enseñanza. Las hay con pala a la derecha, para diestros, y pala a la izquierda, para zurdos.
- Silla de ruedas. Silla móvil destinada a ser empujada por detrás o a ser accionada por su usuario apoyando con las manos sobre las ruedas, o por un sistema eléctrico. Es usada generalmente por personas de movilidad reducida, o para desplazar pacientes en los hospitales.
- Silla de oficina. Silla que se utiliza en los despachos. Suele tener un asiento regulable en altura y un respaldo reclinable para adaptarla a las características de la columna de cada persona.
- Silla de masaje. Silla ergonómica destinada para tal fin.
- Silla de parto o sillón obstétrico apto para el parto. Instrumento que se utiliza para facilitar el parto, en el cual la mujer parturienta se coloca sentada. Existen referencias de este tipo de sillas en la antigüedad egipcia, griega y romana.[9]
- Trona. Silla de asiento elevado con una repisa frontal en la que se sientan los niños para que puedan comer y evitar que puedan caerse.
- Sillón mecedora. Silla típica de madera, con un borde curvado en la parte inferior que permite que se mueva adelante y atrás. Es muy común en las islas caribeñas y su uso común, además de para personas mayores, es para mecer bebés.
- Silla de instrumentos, también conocida como silla de Batería. Se trata de una silla en forma de taburete con un asiento en forma de cilindro, generalmente sin brazos ni respaldo, con patas diagonales.

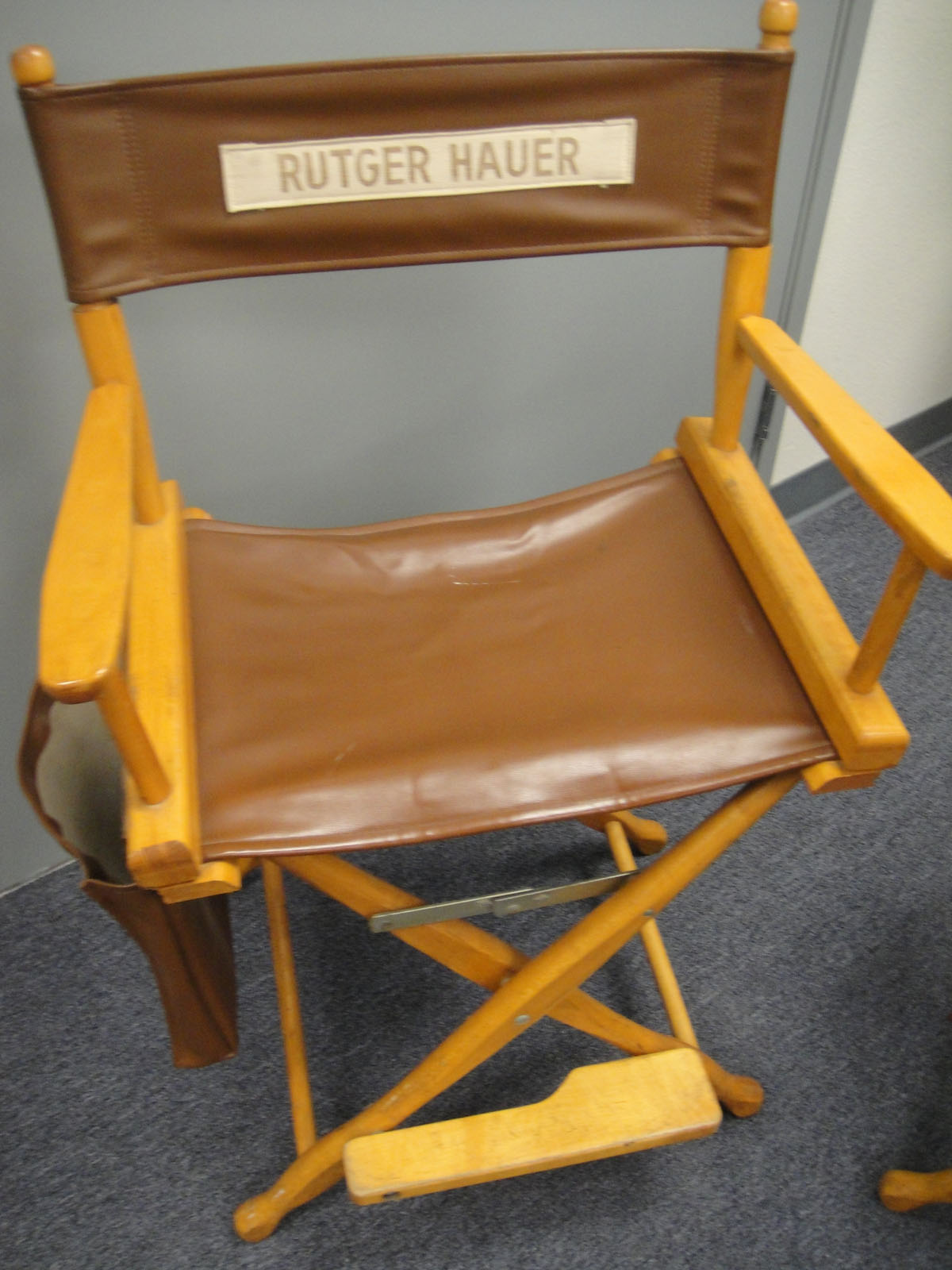
Silla tijera
Silla de parto
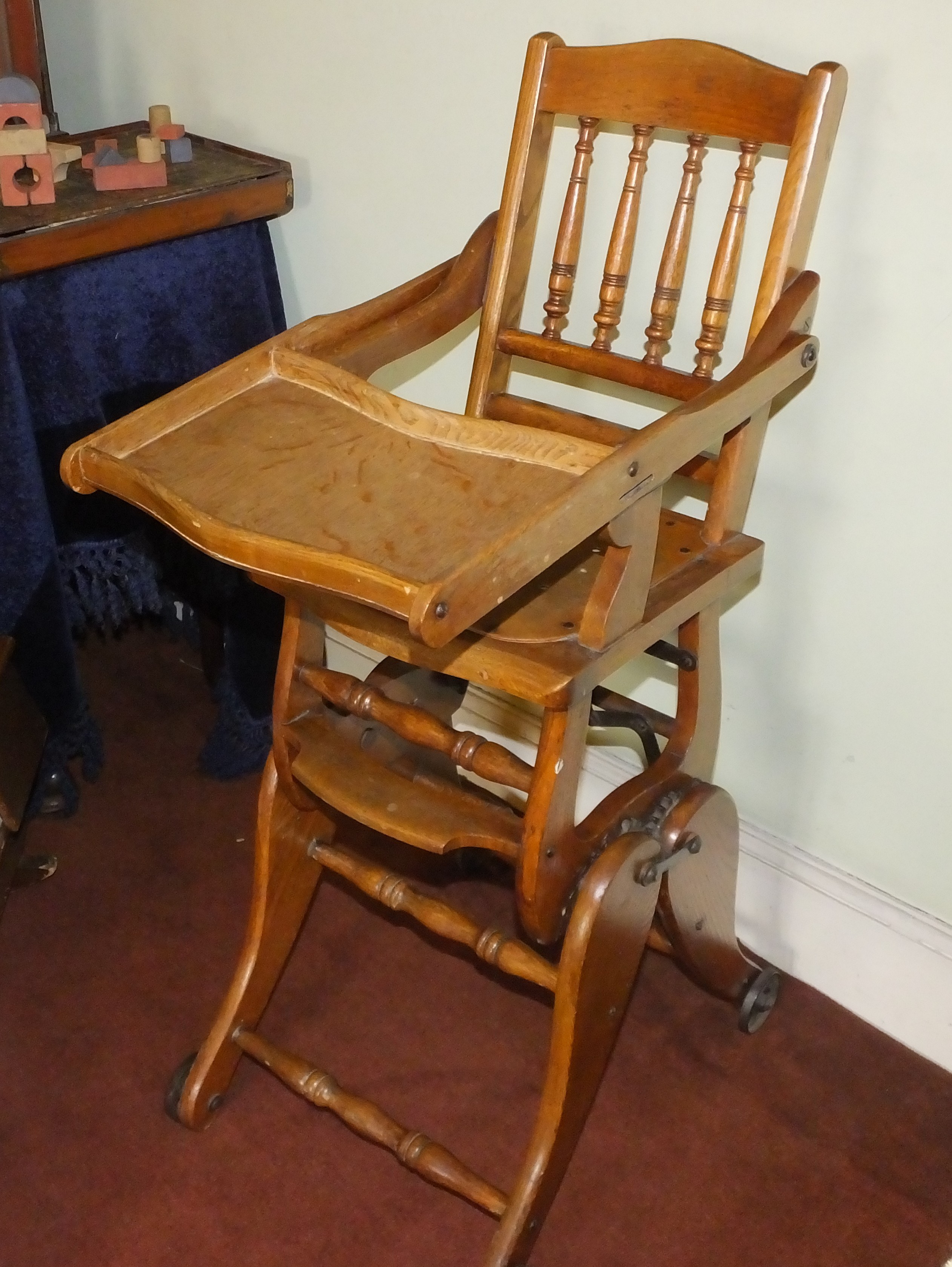
Trona
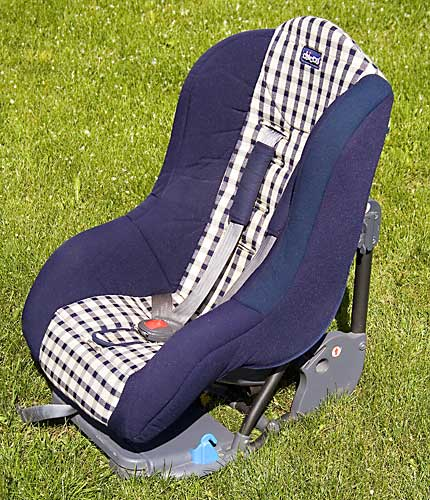
Silla de coche
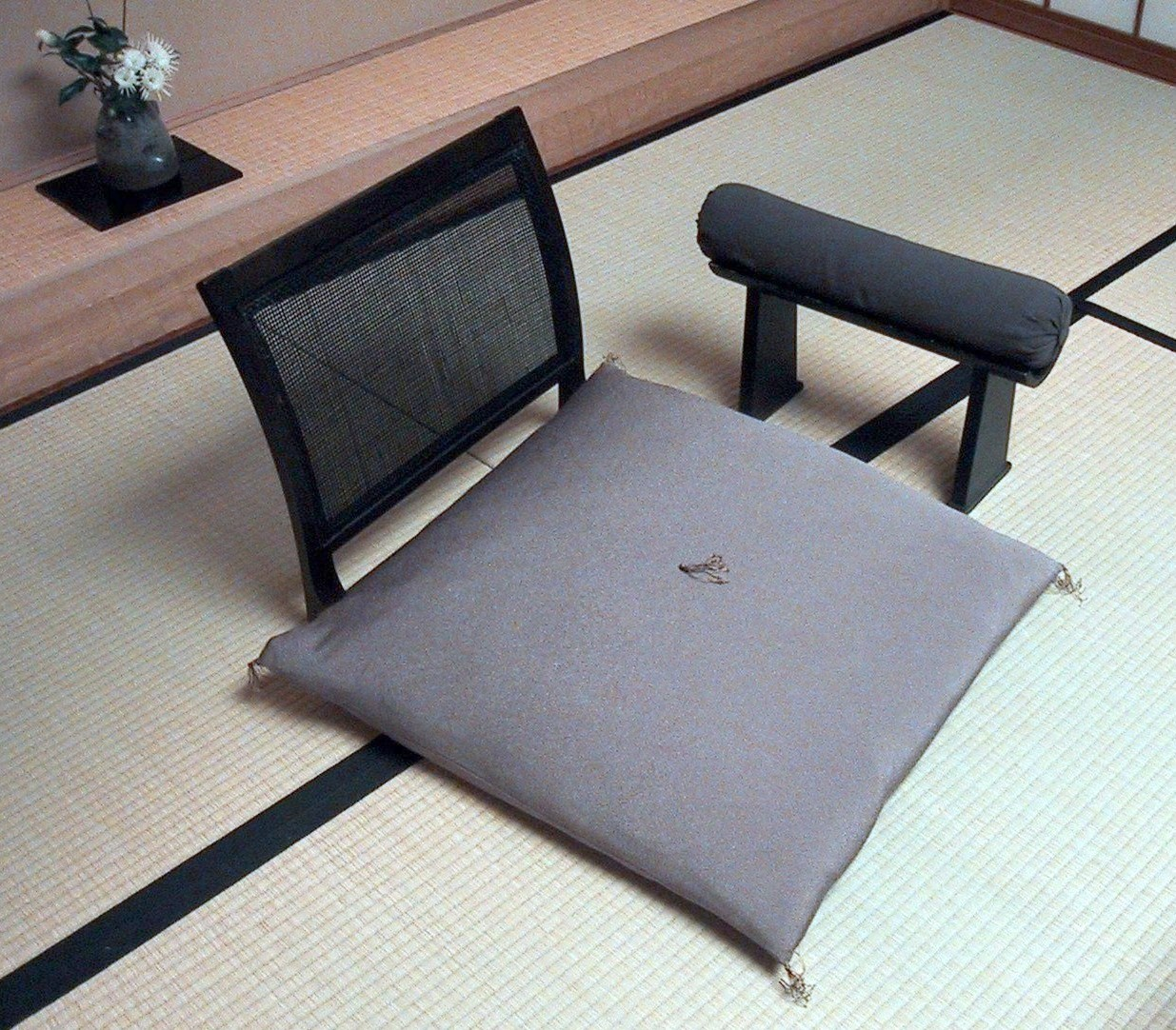
Silla japonesa de suelo
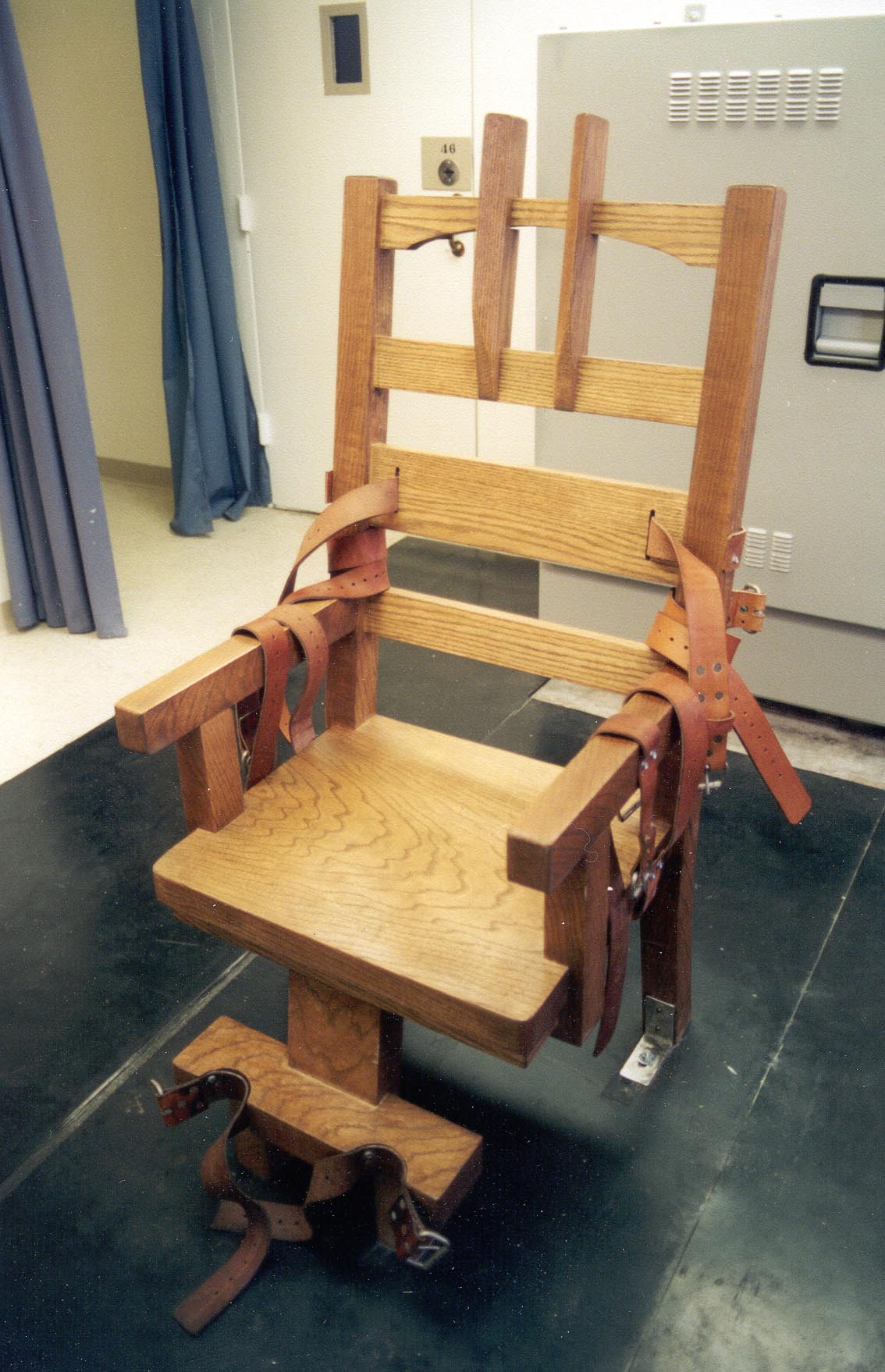
Silla eléctrica
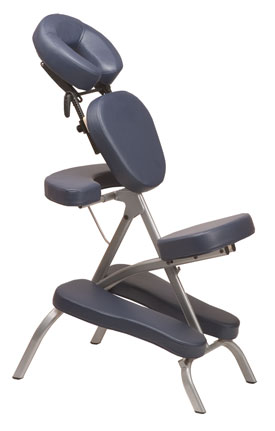
Silla de masaje
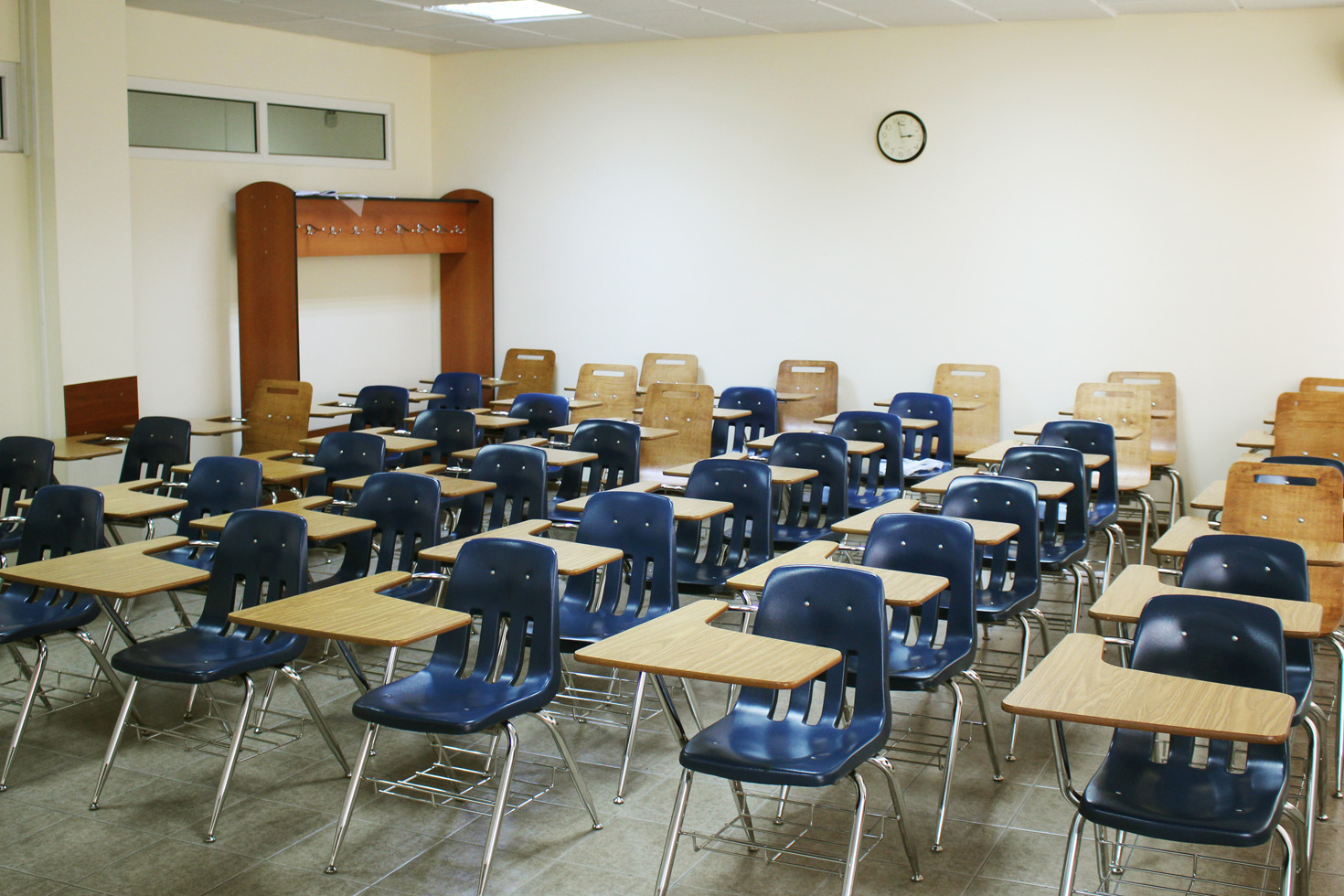
Sillas de pala
Silla de oficina
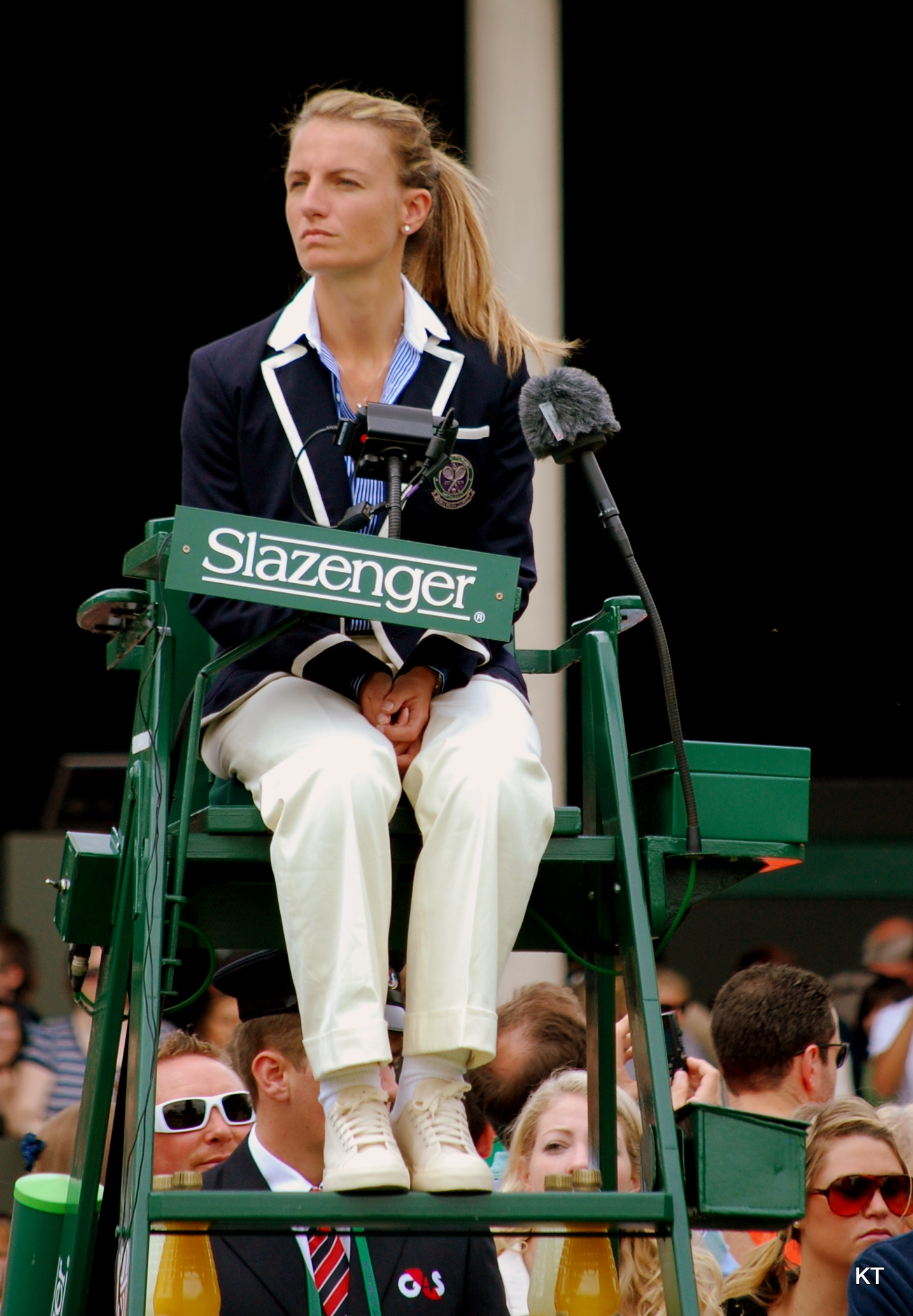
Juez de silla en un partido de tenis

### Tipos históricos

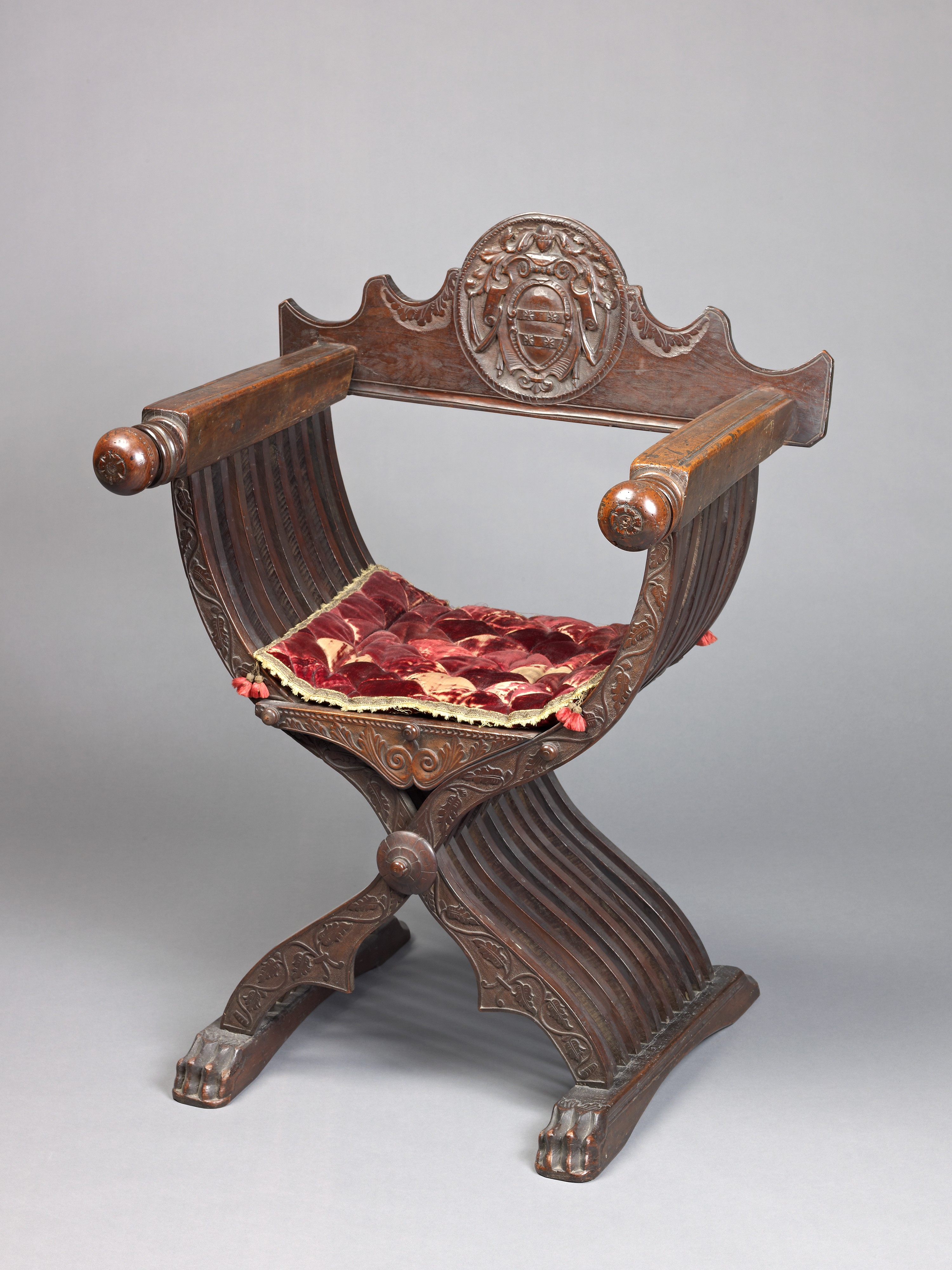
Silla Savonarola

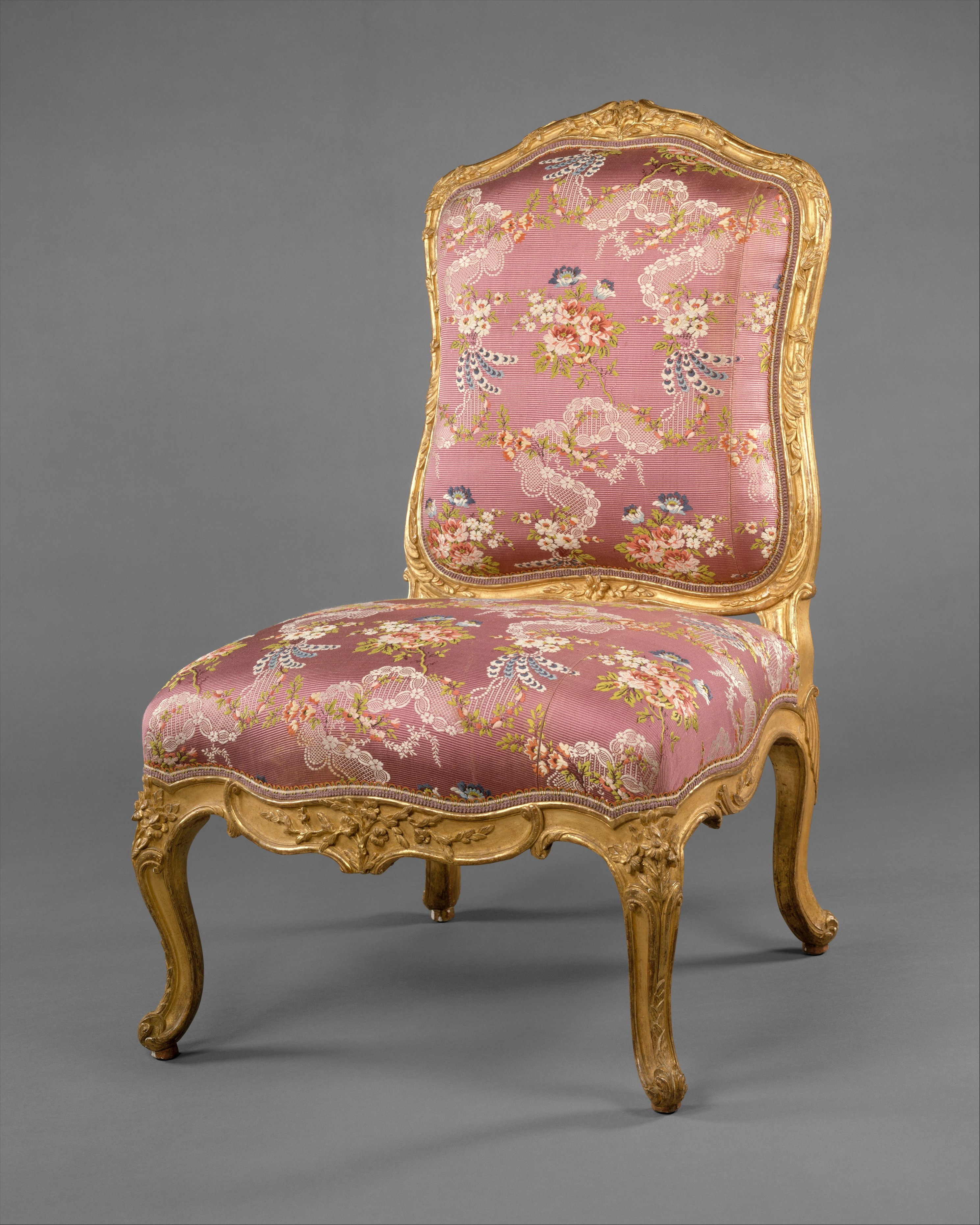
Chaise à la Reine

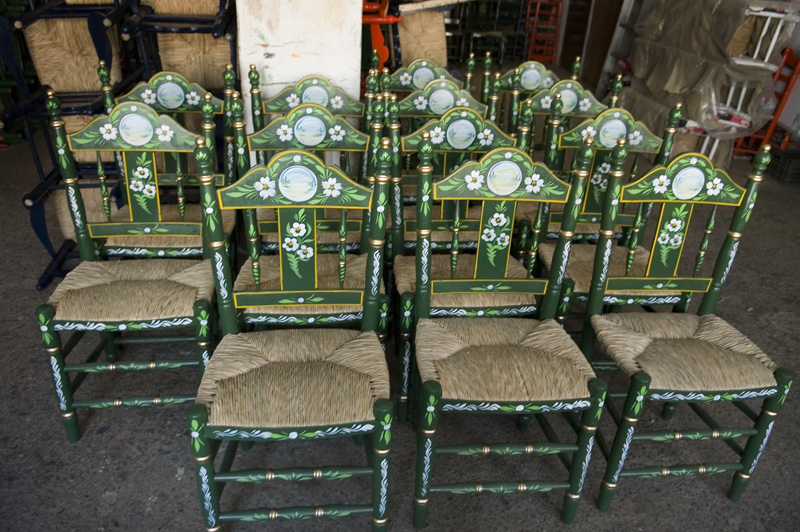
Sillas de enea en una fábrica.

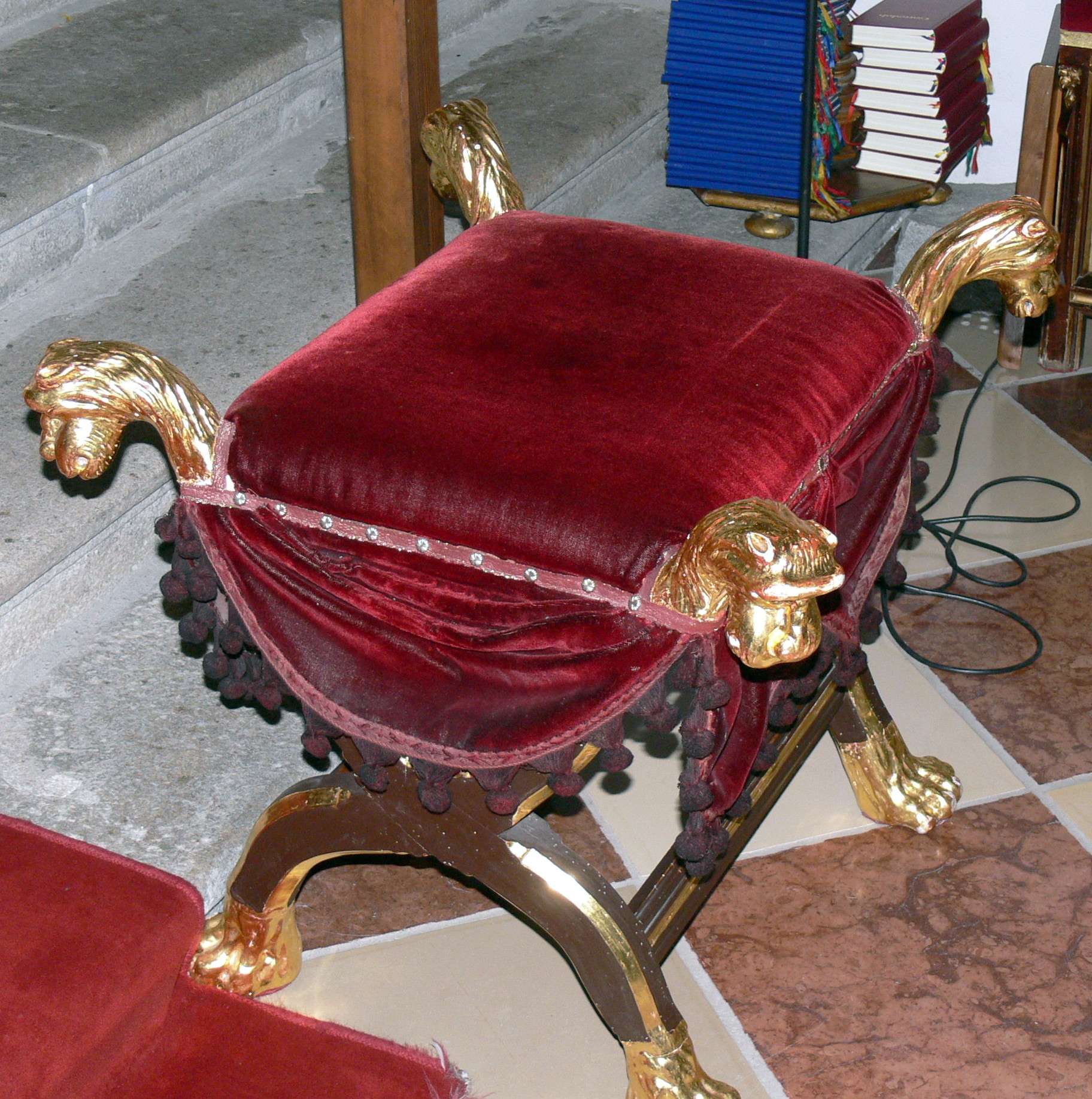
Silla curul

- Banister back chair (silla de respaldo en barandilla), de patas torneadas y respaldo abalaustrado, usada en Estados Unidos a comienzos del siglo XVIII.
- Caquetoire, silla baja y pequeña empleada en Francia en el siglo XVI, su nombre proviene de la costumbre femenina de sentarse en estas sillas a charlar (caqueter).
- Curricle chair, con respaldo en arco circular, propia del Reino Unido (siglo XIX).
- Chaise à la Reine, silla de respaldo recto mullida y tapizada, surgida en Francia en el siglo XVIII.
- Chaise en cabriolet, similar a la anterior pero con respaldo cóncavo.
- Dantesca, nombre dado en el siglo XIX en Italia a la silla Savonarola.
- Farthingale chair, silla de asiento ancho y poco profundo, respaldo bajo y sin brazos, propia de la época isabelina inglesa.
- Fratina, silla toscana de respaldo alto y sin tapizar, con o sin brazos.
- Hall chair, silla de asiento y respaldo de madera maciza, generalmente decorada con labores de talla o escudos heráldicos, utilizada en el Inglaterra entre los siglos xviii y xix.
- Ladder back chair (silla de respaldo en escalera), de respaldo con travesaños horizontales, común en los países anglosajones.
- Perroquet, similar a un pliant (un tipo de banqueta con las patas cruzadas en aspa) pero con respaldo, aparecida en Francia en el siglo XVII.
- Porter's chair (silla de portero) o page's chair (silla de paje), silla tapizada cerrada por los costados y con un arco circular superior, fabricada en Inglaterra desde mediados del siglo XVIII.
- Siège courant, usada en interiores franceses en el siglo XVIII en medio de las estancias, a diferencia de la siège meublant que se colacaba arrimada a la pared.
- Silla Boston, con asiento de cuero y respaldo con una pala central ancha y curvada, inspirada en las sillas chinas, característica de Estados Unidos en el siglo XVIII.
- Silla Brewster, un tipo de silla sin ensambladuras de piezas torneadas, con respaldo, asiento y chambranas de husillos verticales, elaborada en fresno o arce y con asiento de enea, frecuente en las colonias británicas de Norteamérica en el siglo XVII.
- Silla Carver, versión más sencilla de la anterior, pero sin husillos en el asiento y los brazos.
- Silla Caxton, una silla de enea con chambranas torneadas.
- Silla curul, formada por un asiento con brazos pero sin respaldo, usada por los curules, unos magistrados de la Antigua Roma.
- Silla de arrimo, pequeña y sin brazos que se colocaba arrimada a la pared.
- Silla de biblioteca, con asiento con forma de silla de montar a caballo, tapizado de cuero, y con una plataforma ajustable en el respaldo para apoyar un libro, ideada en Inglaterra en el siglo XVIII.
- Silla de enea, de respaldo con travesaños y asiento de enea, un tipo de junco trenzado.
- Silla de peineta, con respaldo cóncavo de madera calada rematado por un travesaño con bordes semicirculares, popular en España entre los siglos xviii y xix.
- Silla de tijera, plegable con las patas en aspa y asiento de tela o cuero.
- Silla de Derbyshire (o de Yorkshire), con respaldo abalaustrado o en forma de arquería, presente en Inglaterra en el siglo XVII.
- Silla española, nombre dado fuera de España a la silla de enea.
- Silla Hitchcock, ideada por Lambert Hitchcock, sillero estadounidense del siglo XIX, con patas delanteras torneadas y traseras rectas y prolongadas en los laterales del respaldo, que tiene dos travesaños, uno superior y otro en el centro, y con asiento de madera, mimbre o rejilla, con decoración de pinturas o estarcidos en los travesaños.
- Silla Hogarth, con respaldo de pala de estilo Reina Ana y patas cabriolé (en forma de S), recibe su nombre porque aparecía frecuentemente en pinturas de William Hogarth.
- Silla gestatoria, con dos travesaños en su base para ser llevada a hombros, utilizada para transportar al Papa en ciertas ocasiones (utilizada por última vez en 1978).
- Silla Mendlesham, similar a la silla Windsor pero con patas torneadas y asiento de madera de olmo, aparecido en la localidad inglesa de Mendlesham (Suffolk).
- Silla Montgolfier, con respaldo calado o pintado en forma de globo aerostático, de moda en Francia a finales del siglo XVIII.
- Silla Savonarola, inspirada en la silla curul, formada por una serie de listones de perfil curvo cruzados en aspa, cuya prolongación desde el asiento forma los brazos, que se dio entre la Edad Media y el Renacimiento.
- Silla Windsor, con asiento de madera maciza donde se insertan las patas y los husillos que forman el respaldo, y chambranas en las patas, con o sin brazos, surgido en Inglaterra en el siglo XVII y también corriente en Estados Unidos.
- Slat back chair, sencilla silla de travesaños horizontales de uso común en la Inglaterra del siglo XVII.
- Spoon back chair, de respaldo cóncavo, popular en el siglo XVIII en Estados Unidos.
- Thrown chair, de asiento triangular y elementos torneados, fabricada en los siglos xvi y xvii.
- Voyeuse, de asiento bajo y respaldo con copete almohadillado para apoyar los codos, usado generalmente para contemplar partidas de naipes en la Francia del siglo XVIII. Como había que sentarse a horcajadas se hizo otra versión para mujeres, la voyeuse à genoux. En Inglaterra se las llamó conversation chair.[10]

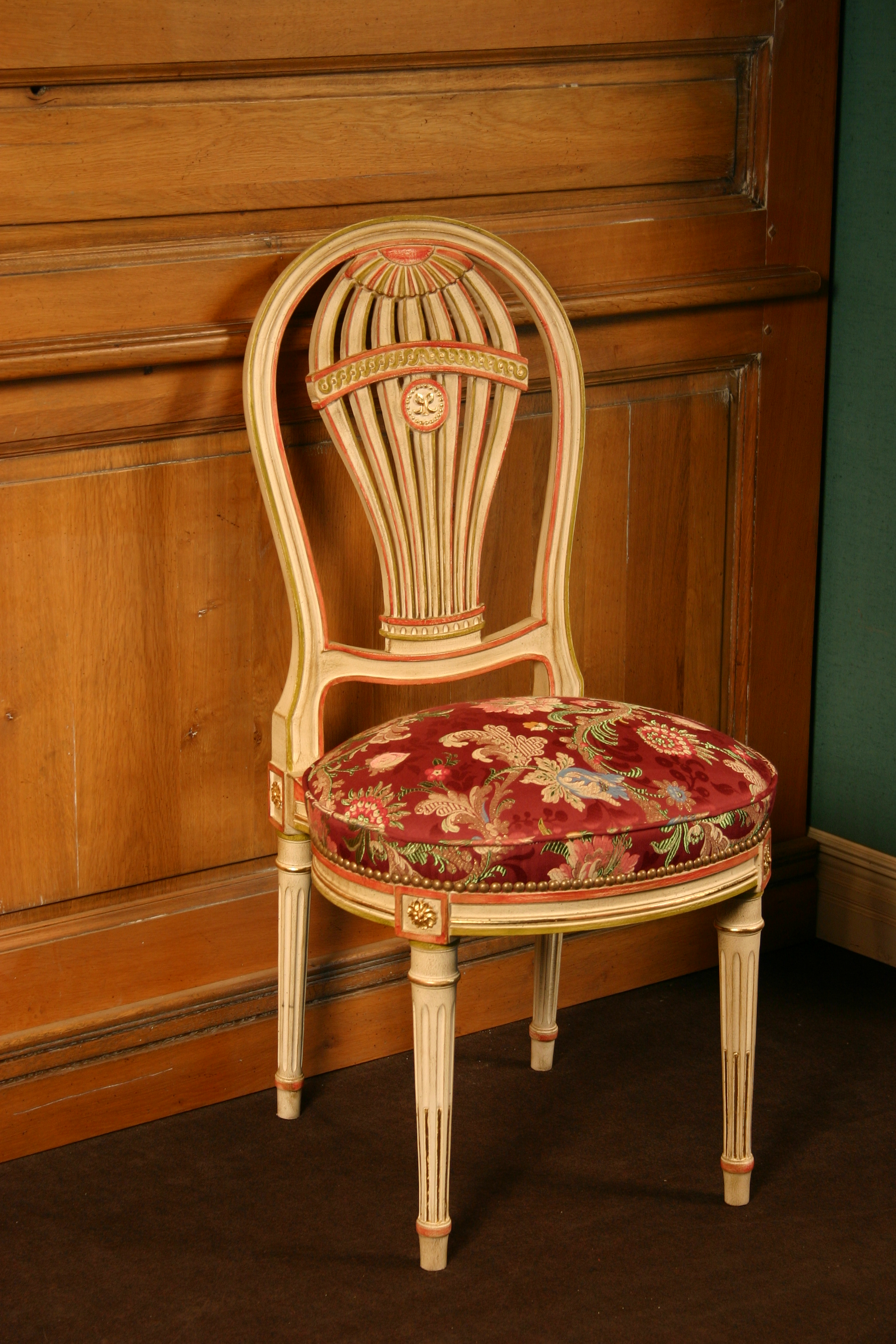
Silla Montgolfier
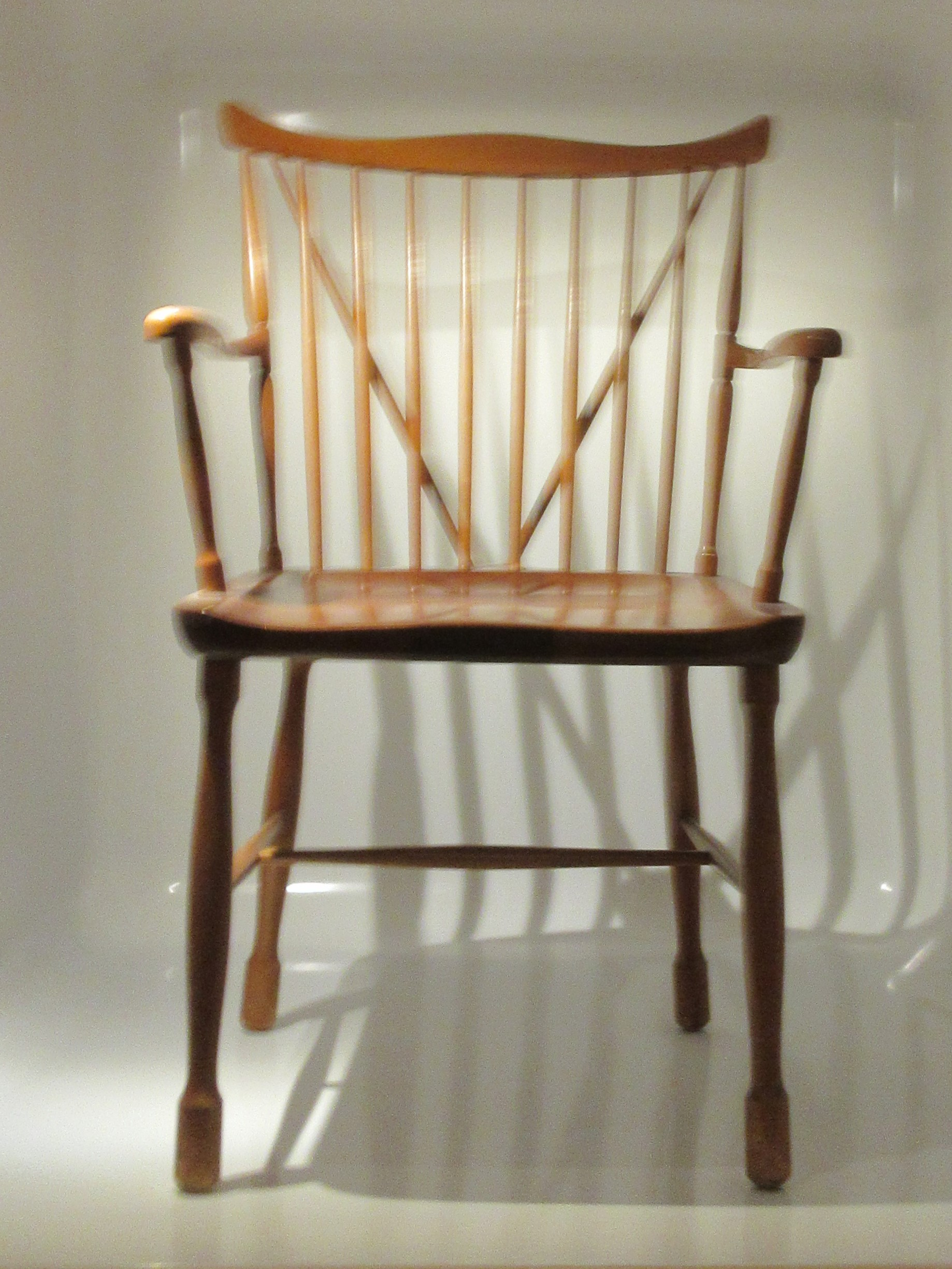
Silla Windsor
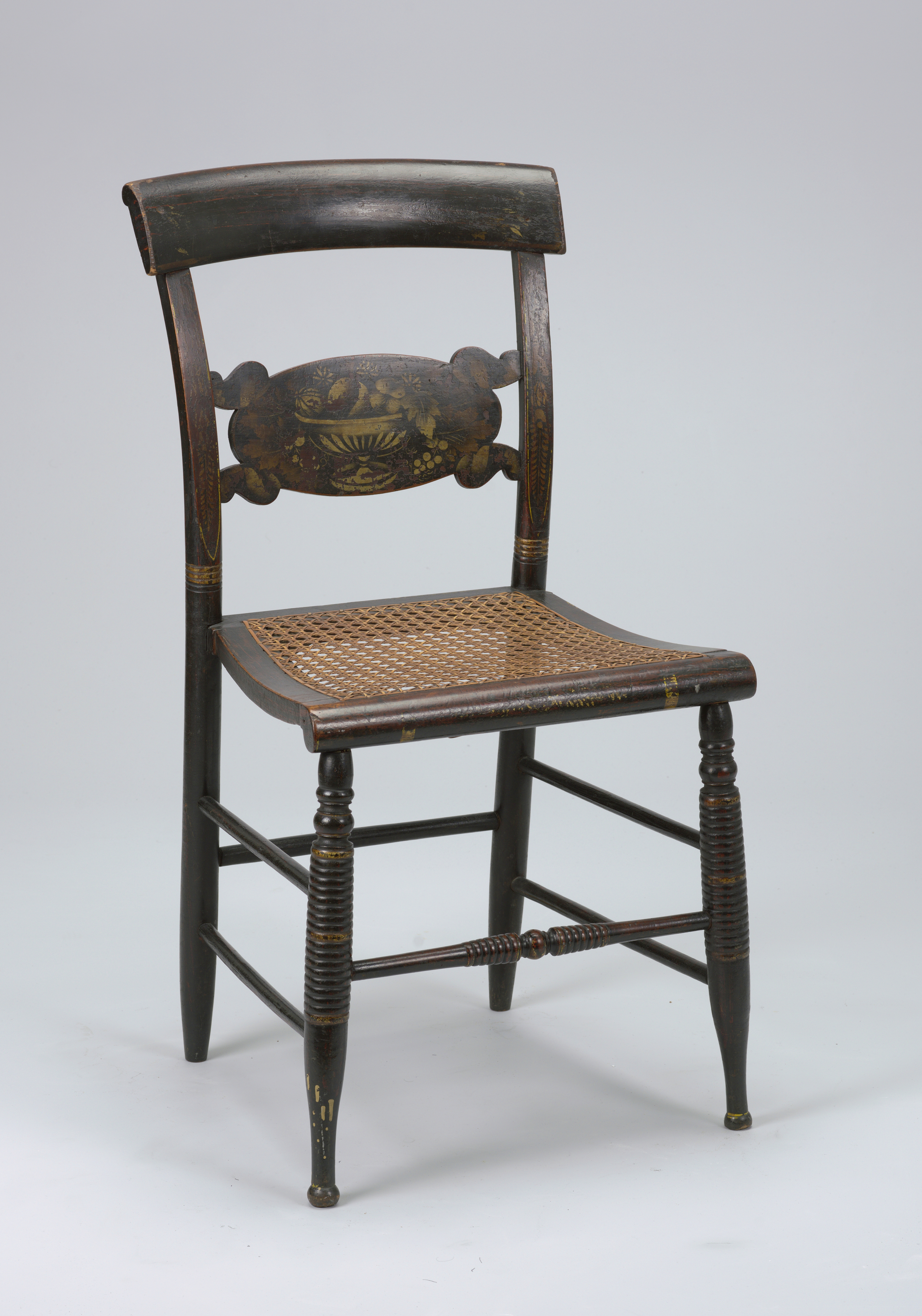
Silla Hitchcock
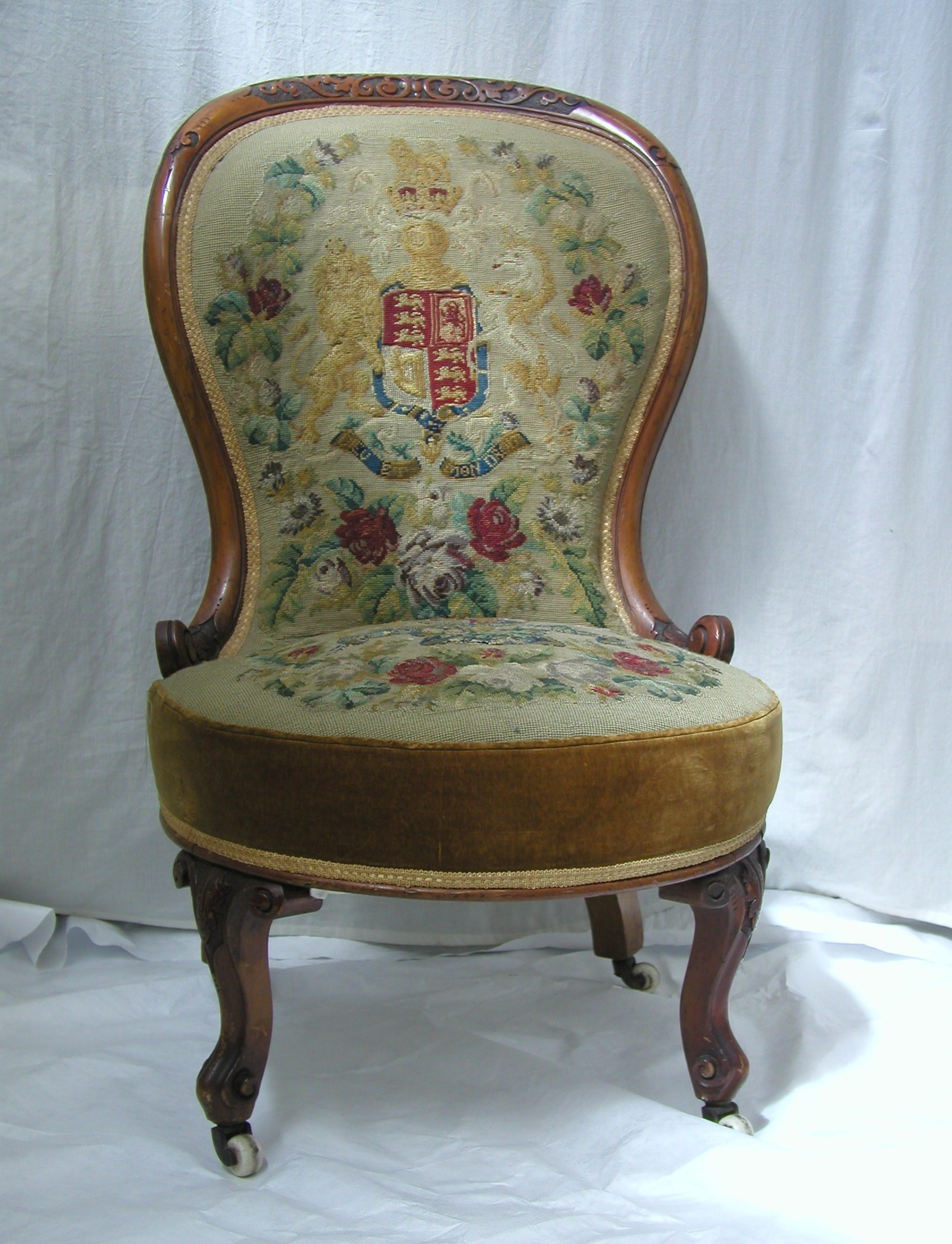
Spoon back chair
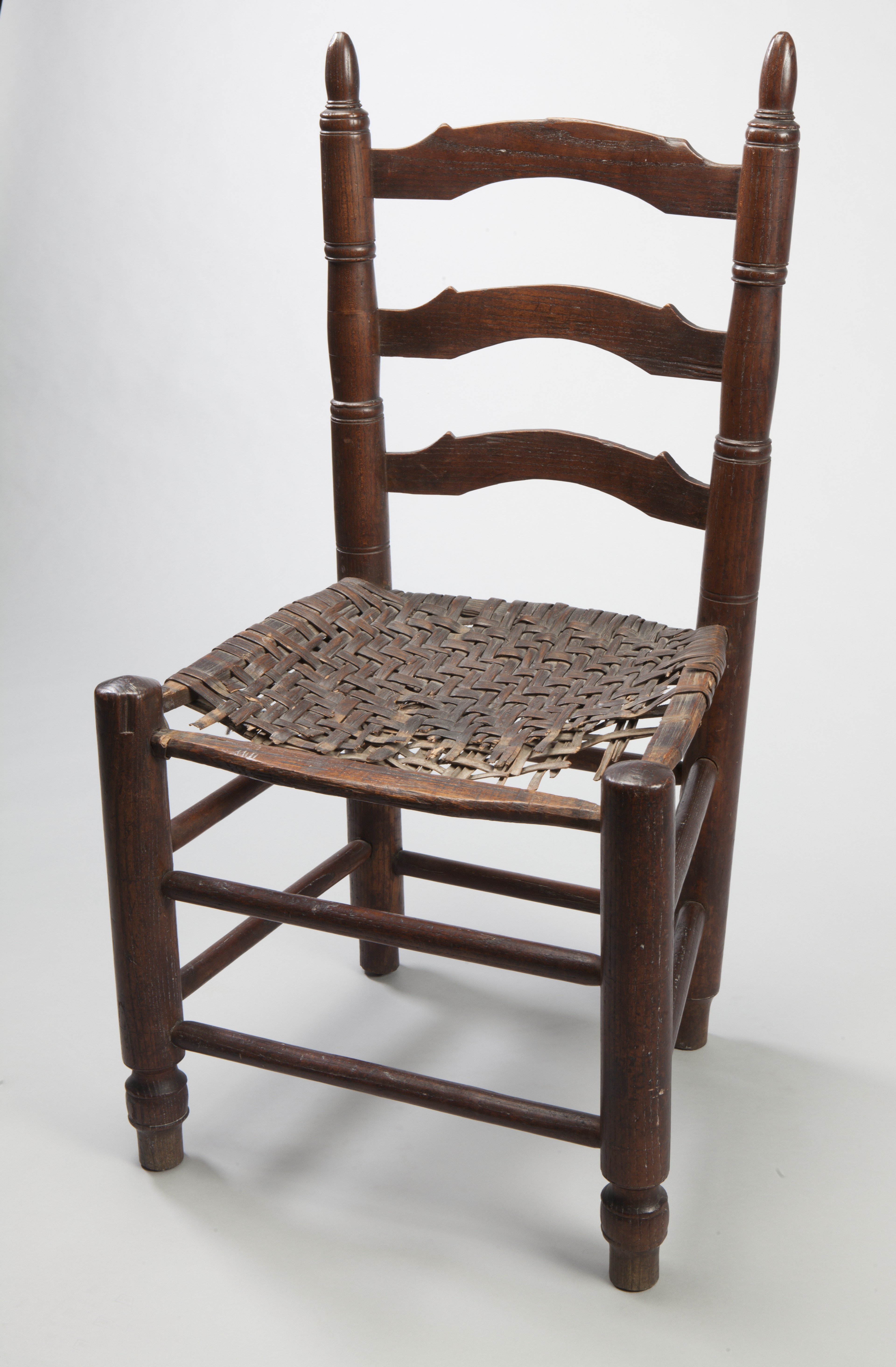
Slat back chair
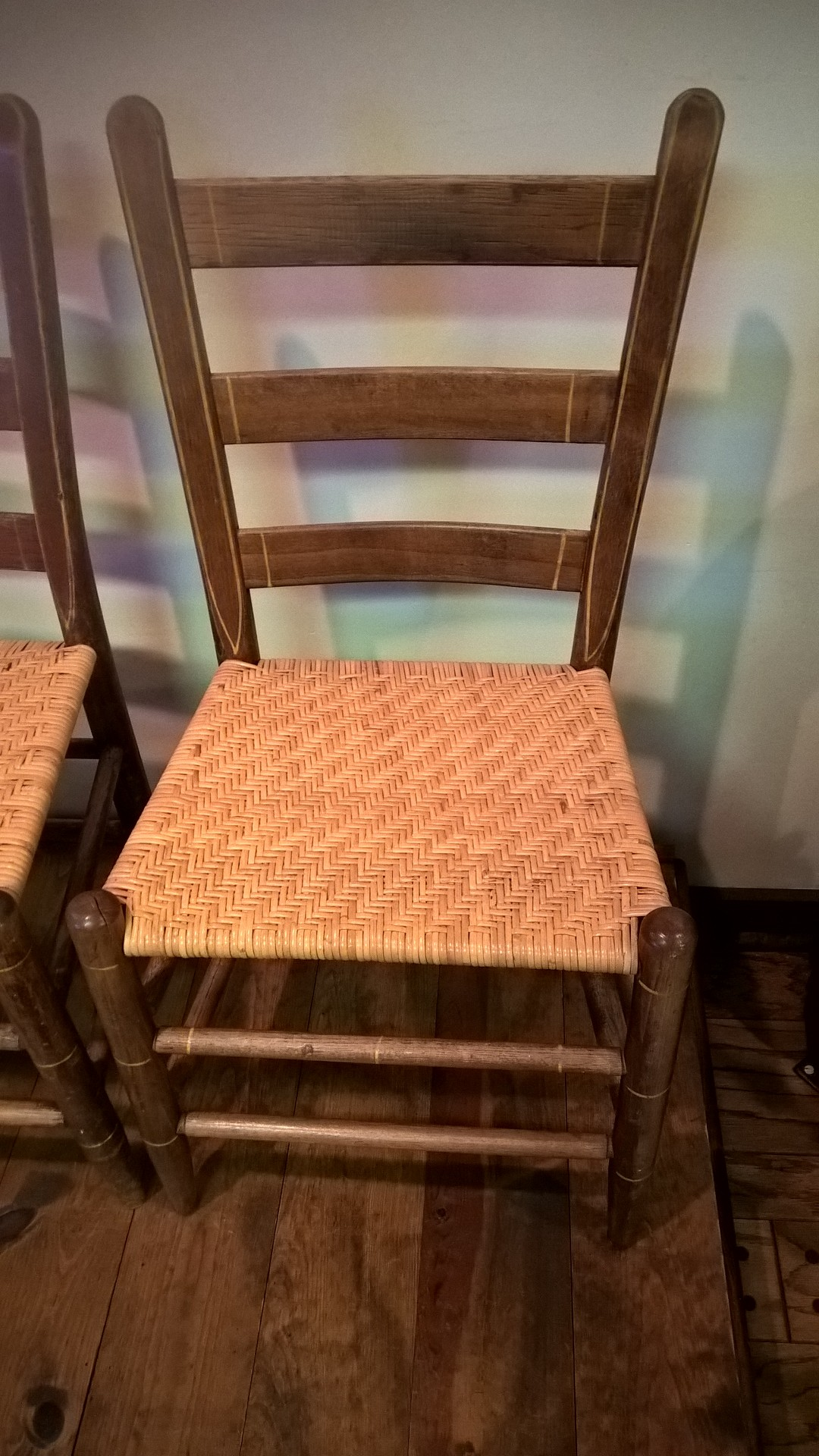
Ladderback chair
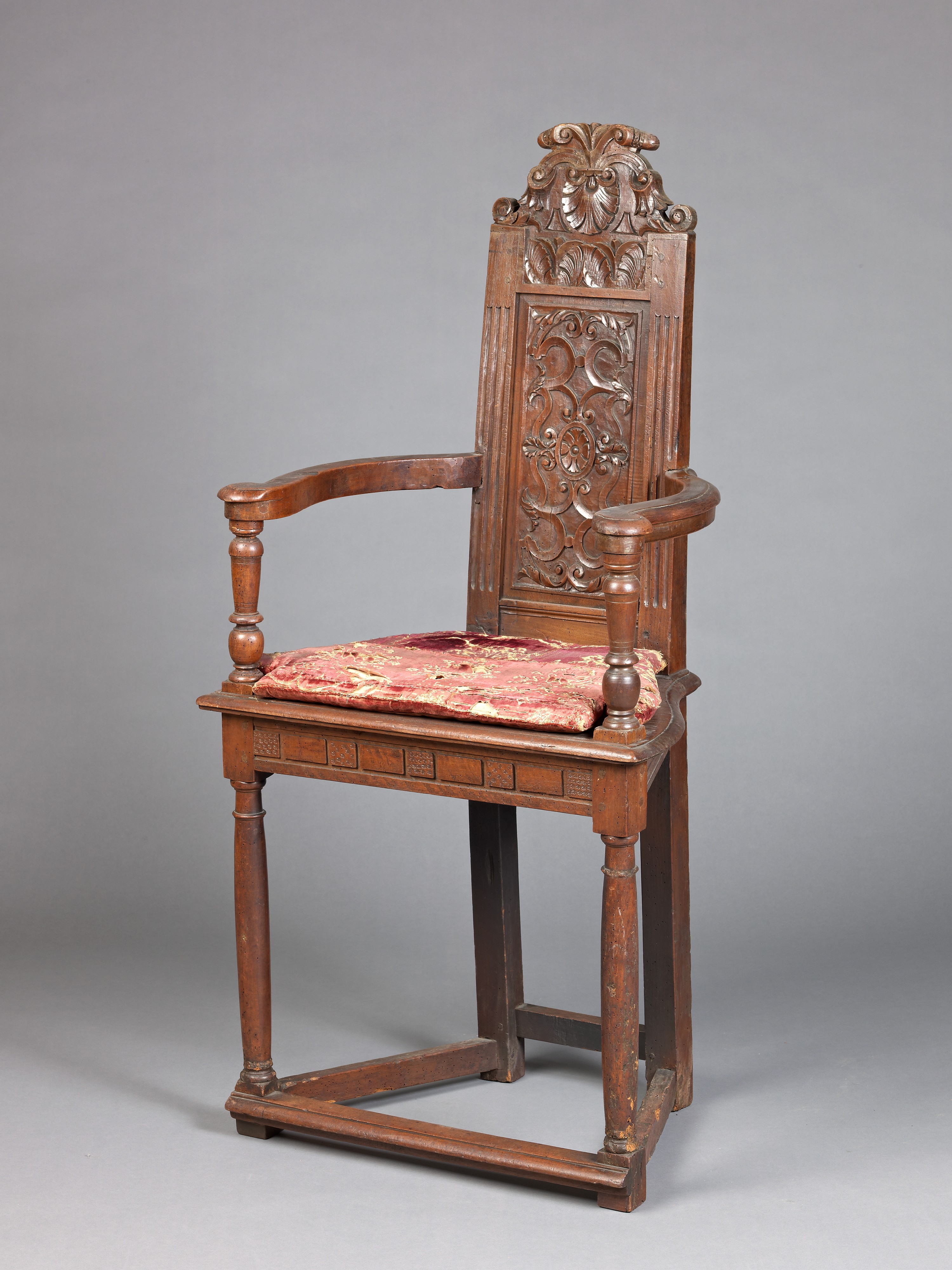
Caquetoire
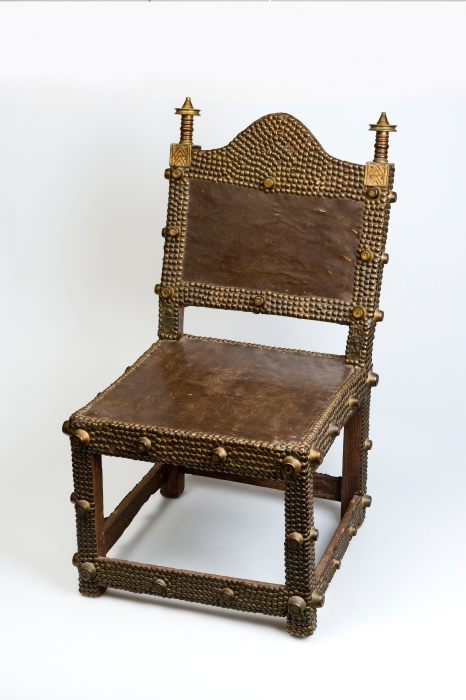
Silla Farthingale
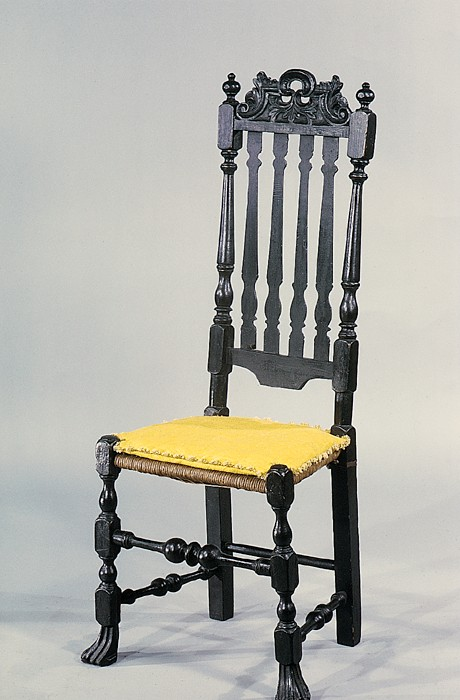
Banister back chair
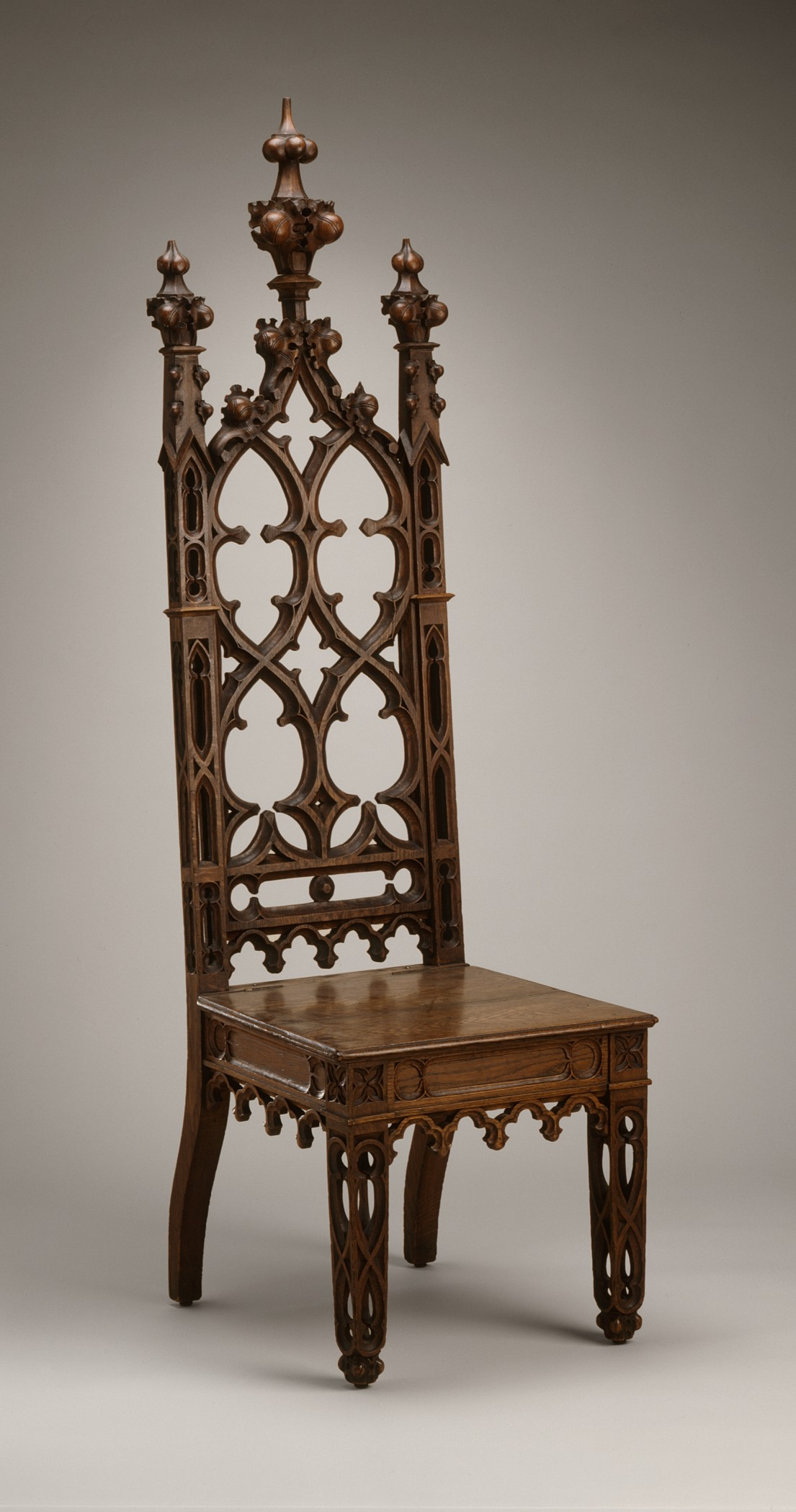
Hall chair
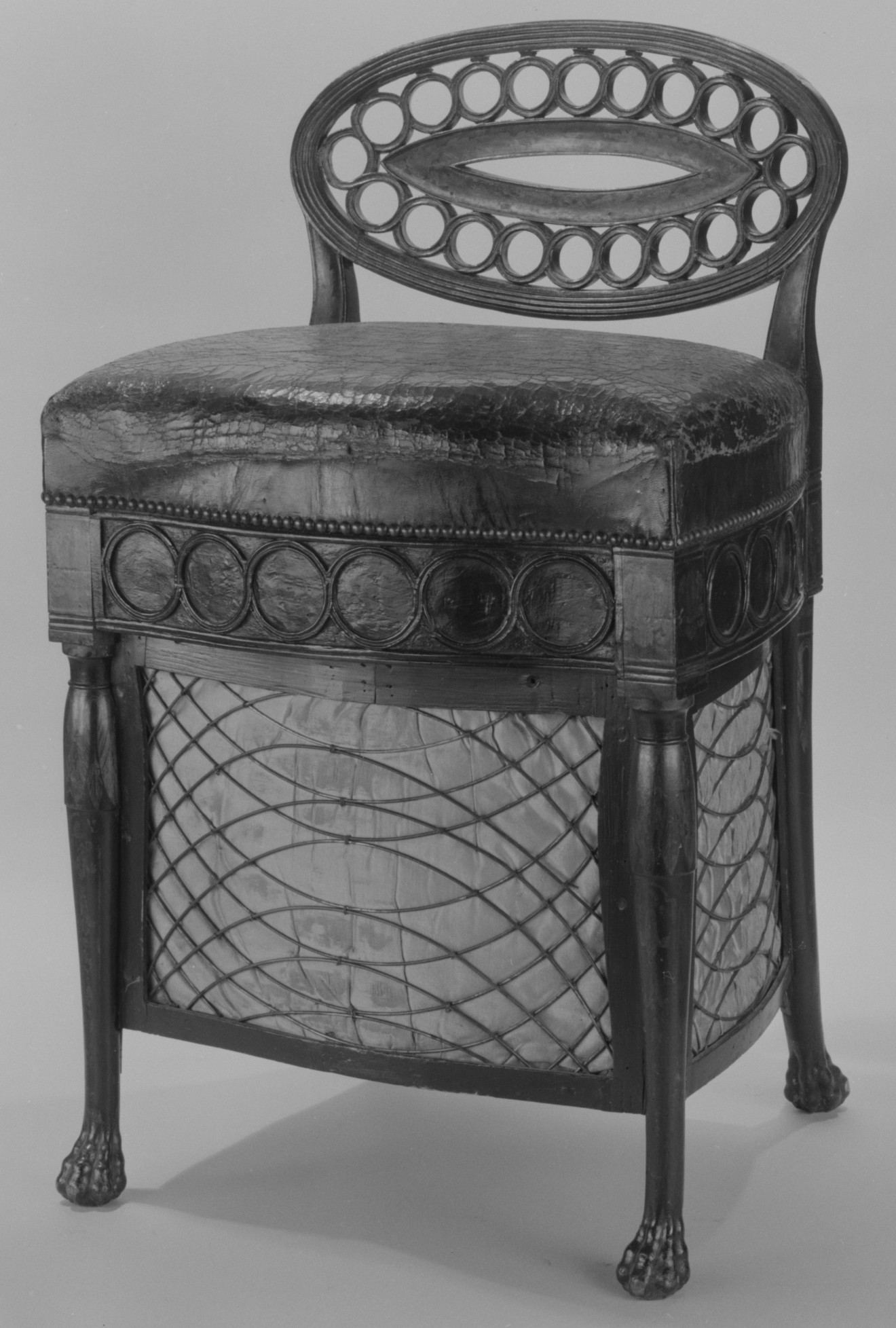
Porter's chair
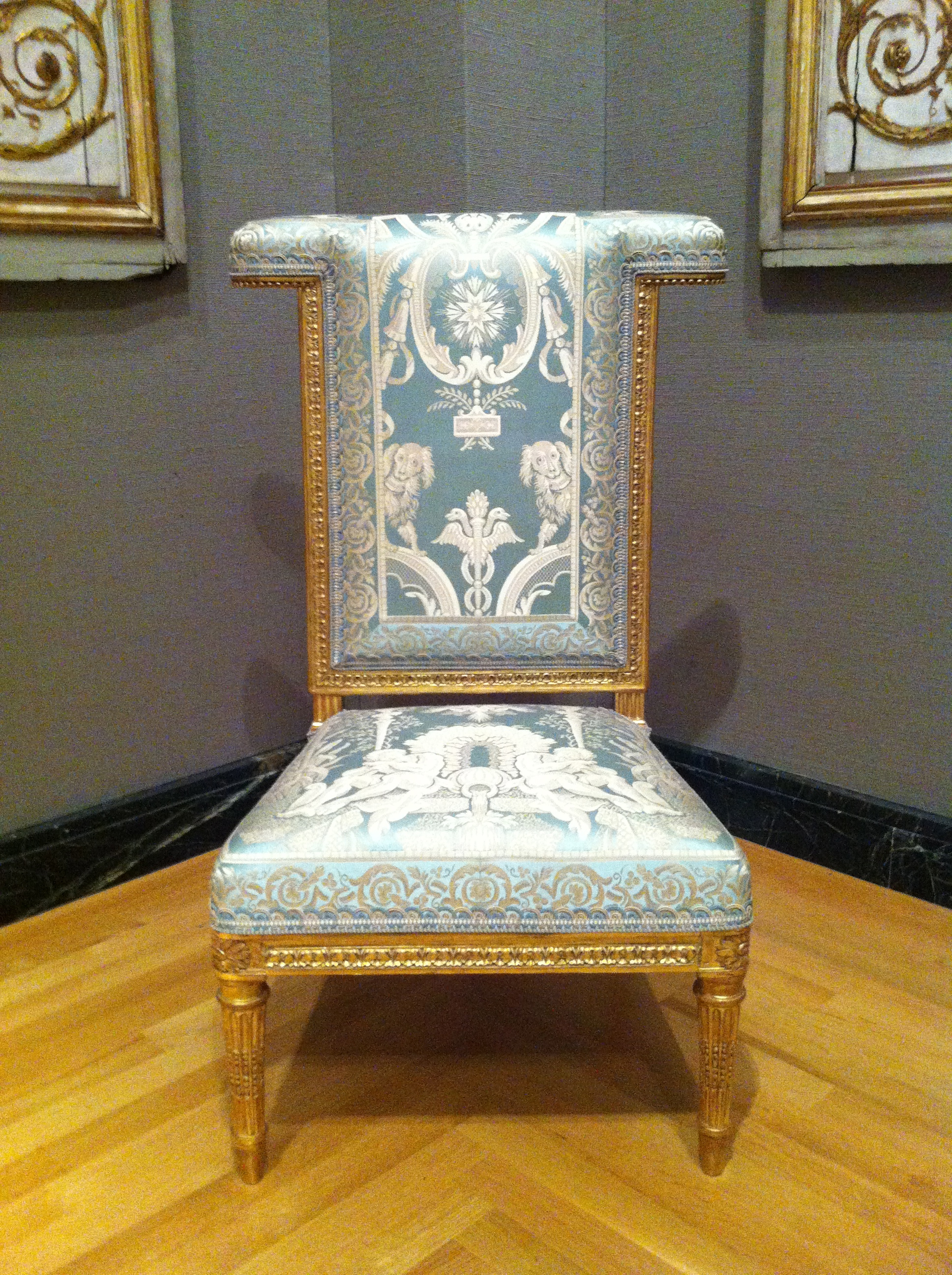
Voyeuse
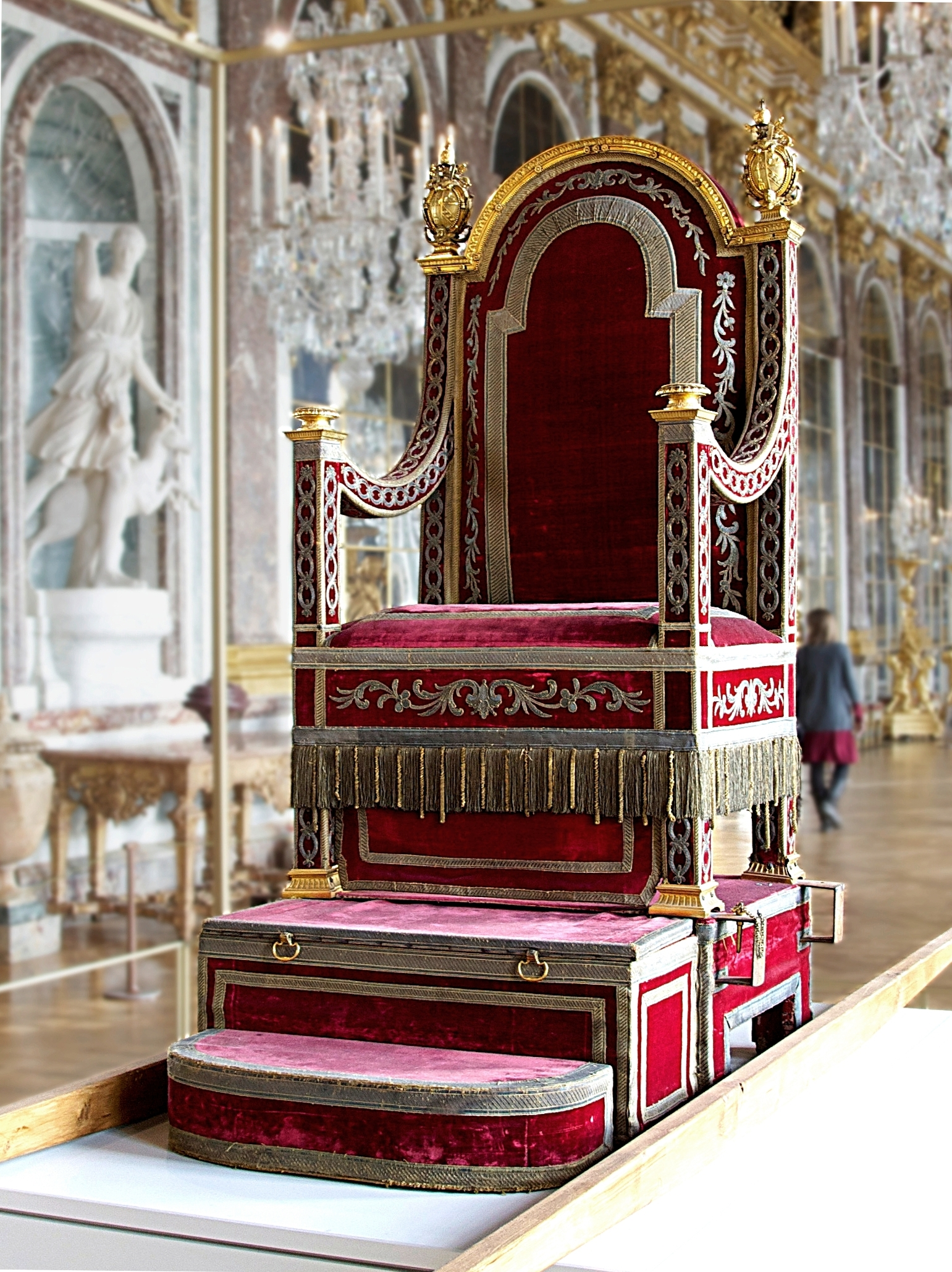
Silla gestatoria de Pío VII